# Dějiny spirituality
Dějiny spirituality jsou nová věda s mnohostrannými metodami. Její originálnost spočívá v tom, že zavádí události světa a oborů, v kterých svět žije ve svém každodenním životě niterný a náboženský rozměr. Pole bádání má opravdu rozsáhlé. Dvacet staletí křesťanství na Východě i na Západě, na Dálném východě a v ostatních světadílech, kam jen mohly proniknout východní nebo západní proudy. Vyžaduje studium osob, činných jednotlivců či teoretiků, kteří předávají různými způsoby svou duchovní zkušenost, nauku. Nechybí ani sledování a popis duchovních hnutí, z nichž některá zůstala zapomenuta, nebo se ze zapomenutí vynořila. Dějiny spirituality tíhnou k syntéze. K samotnému pojmu spiritualita: Pojmu spiritualita se využívá také k označení vědecké teologické disciplíny, zabývající se realizací křesťanského života, v tomto případě ale hovoříme o spirituální teologii, jako o systému obecného pojednání. Pojem „spiritualita“ zůstává vyhrazeno jejímu obsahu a zahrnuje konkrétní realizaci „křesťanského prožitku – Moioliho in vissuto cristaiano“.

## Vývoj dějin spirituality

### Prvotní církev a Nový zákon
Myšlení apoštolů a novozákonních spisovatelů se soustředilo na osobu Ježíše z Nazaretu a dějinné poselství, které se nazývá „událost Ježíše“. Prvotní kázání evangelia obsahuje výroky, povzbuzování k obrácení, k víře a bratrskému životu, k vzájemné lásce a k lásce k Bohu. Teologické pohledy jsou spojeny se zásadami, v nichž se mluví o hříchu, o smrti, o Boží lásce k lidem, o Kristově přítomnosti v člověku, o zápase vnitřního člověka, o životě podle Ducha a o tajemném těle Kristově, o Božím království. Mnoho z toho je obsaženo v Novém zákoně, v Epištolách sv. Pavla.

## Synoptická evangelia
Ze čtyř kanonických evangelií jsou tři – tj. Markovo, Matoušovo a Lukášovo – podobná, souhladná (synoptická). Pokusy řešení vzájemné vazby synoptických evangelií lze rozdělit do několika skupin: a) hypotézy pracující s myšlenkou jednoho společného pramene, b) hypotézy pracující se vzájemnou závislostí/znalostí evangelií a c) s teorií dvou pramenů. O problematice bylo vydáno mnoho české i zahraniční literatury, jejíž autoři se podrobně věnují výzkumu textů evangelií.

## Generace po období apoštolů
Jedná se o dobu 1. a 2. století, ve kterých vznikaly zprávy, pojednávající o duchovních postojích, jaké zaujímaly generace následující po době apoštolské a často ještě židokřesťanské. V té době vznikla katecheze Didaché. Ve střetu s pohanským světem propuklo pronásledování a s ním i mučednictví. Křesťanské panny dávaly svým životem a činy základ ke vzniku řeholního života. Klement Alexandrijský je varoval proti výstřelkům enkratismu. Projevovaly se také silné gnostické tendence, které zavádějí mysl do spekulací. Mezi tyto prameny patří i apokryfické spisy. které vedou k nekontrolovatelné zbožnosti.
Spiritualita Klementa Alexandrijského, Origéna a kappadockých otců představuje ideál křesťanského gnostika, v němž se setkává poznání Písma a otevřenost světu. Z jeho díla vyvěrá optimismus. Origénes († 254) je mnohostranný vykladatel Písma. Rozvíjí duchovní smysl Písma a duchovní smysly křesťana. Nejmystičtější autor je Řehoř Nysský († 394). Jeho rozsáhlé dílo se zakládá na rozsáhlém teologickém a filozofickém základu. Jiný typ autora je Řehoř Naziánský († 389) zvaný Teolog. Byl biskupem na různých stolcích. Čtenáři v něm mohou rozpoznat jemného básníka a citlivého člověka. Zanechal dílo, které prochází mezi teologií, kontemplativní modlitbou, poezií, korespondencí a studiem Písma.

## Mnišství
Ve třetím století se rozvíjí nový duch, nový typ duchovního života, který zaznamená úspěch – mnišství. Vyšel z Egypta, ze Sýrie a z Palestiny. Záhy dobyl Západ. Od osobní inspirace k cenobitskému životu, který bude prožívat velký počet mužů a žen, od asketických cvičení zaměřených na moralismus k hlubokým úvahám učených mnichů ke kontemplaci. V cenobitismu vede problém řízení velkého množství lidí ke zrodu řehole. Má být výrazem Boží vůle a poslušnosti. Poslušnost nalézáme i mezi otci pouště, kde stařec „opat“ dává duchovní směrnice ohledně askeze, práce, pokory, mlčení, pokušení a myšlenek člověka. V této spiritualitě zabírá velký prostor boj proti zlému duchu, a činí nezbytným rozlišování. Výraznou osobností této doby je Antonín Veliký (259–356), Otec mnichů. V Malé Asii biskupové přemítali o cenobitském životě a prosazovali požadavek niternosti. Doslovný výklad evangelia u Basila Césarejského (330–379), jeho poslušnost všem přikázáním Písma a zřeknutí se vlastní vůle byly prožívány v komunitě podle lidské míry. V ní se ustálila rovnováha mezi modlitbou, ruční a intelektuální prací a povinnosti pohostinnosti. S Evagriem Pontiem (356–400) se vyjadřuje mnišská spiritualita syntetickou naukou. U Makaria (300–390) nalézáme osobní zkušenost s božskou přítomností. Makarius přiřazuje nepřetržitou modlitbu, světlo duchovního života, pohled srdce.

## Spiritualita latinského Západu
Spiritualita latinského západu je méně okázalá, více praktická, ale pevná a teologická. Cyprián z Kartága († 258), obrácený učitel řečnictví, musel bojovat o zachování jednoty jeho církve a jednoty univerzální církve. Jednotu spatřuje v eucharistii. sv. Ambrož z Milána (* 339–397) působí v ovzduší věroučných bojů proti ariánům a ve svém spise De officis dává duchovenstvu své církve první pojednání o kněžském životě. Jeroným (340/347–420) je překladatel a komentátor Písma, vůdce žen, nadšený propagátor mnišského života. Svatý Augustin (354–430) je nejvýznamnější osobností západní patristiky. Byl především teologem a svým dílem dal vzniknout navýsost pesimistické tradici. Zabýval se problémy vzniku zla a hříchu, lidstvo je v jeho pojetí massa perditionis – hříšná masa. Jeho názory jsou z velké části stále platné v křesťanských kruzích, především v protestantských směrech. Zabýval se i filosofickým problémem vztahu církve a státu, otázkou času apod.

## Pastorální spiritualita Východu

### Východní spiritualita
Když chce východní křesťan dospět k zbožštění, vydává se na cestu askeze (vnitřního obrácení). Tato pouť, jak o tom svědčí pouštní Otcové, se skládá ze tří etap: očišťování, osvícení a sjednocení.
Jan Zlatoústý (347–407) vyjadřuje svou spiritualitu kazatelským způsobem života a svými spisy. Roky, které trávil jako mnich a pastorační činností zúročuje v umění přesvědčovat své posluchače o mravní ceně modlitby a milosti a o tom, že jednou z nejrealističtějších forem lásky je dávat almužny a rozdat svůj majetek. Zajímá se podrobně o stavy křesťanského života. Dalšími významnými osobnostmi jsou Cyril Jeruzalémský (315–386), Teodor z Mopsuestie (350–428) a Niketos z Remesiany. Od 3. století vydávají synody místních církví kánony, které pomáhají k lepšímu duchovnímu životu a pranýřují zlořády. V Mezopotámii působí jáhen Efrém (306–373). známý svými hymny a kázáními. V nich připomíná, že víra zahrnuje lásku a že se musí projevovat navenek.

## Období před barbarskými nájezdy

### Západní spiritualita
Po plodném 4. století nastaly na Západě krušnější časy. Duchovních spisů ubývalo a duchovní osobnosti byly postaveny před velké problémy. Benedikt z Nursie (480–547) byl na počátku asketa a poustevník. Před tím, než uskutečnil integrální cenobitismus, seskupil své žáky ve dvanácti klášterech a poté sepsal Řeholi, která je originální tím, že předepisuje trvalý pobyt v klášterech. Pod autoritou opata mnich pěstuje poslušnost, mlčení a pokoru. Sám sv. Benedikt si znovu osvojil mnišskou pokoru. Životu kláštera dávala rytmus veřejná a soukromá modlitba. Dalším významným mužem tohoto období byl Řehoř Veliký (535–604), který měl vliv po celý středověk. Byl vůbec prvním mnichem, který byl ustanoven za papeže. Jeho Regula pastoralis je zpytování svědomí o umění pomáhat duším, které bude sloužit středověkému duchovenstvu. Dalším dílem jsou Dialogy. Vědom si lidské bídy ukazuje cesty kontemplace.     

## Východní spiritualita

### Spisy autorů Areopagu
V 7. století vznikly Spisy autorů Areopagu, které rozvádějí pojetí světa složeného z hierarchií, z nichž každá má ve své rovině úlohu zbožšťující a osvěcující. Mystická teologie mluví o božské tmě a oslavují sjednocení s transcendentním původcem všech věcí v duchovní nahosti. Představitelem tohoto směru je (Pseudo) Dionýsius. Na jeho ideály a navázal Maxim Vyznavač (580–662) a Jan Damašský (657–749). Později inspiroval sv. Viktora, cisterciáky, Viléma ze Saint Thiery, velké teology 13. století, například Tomáše Akvinského a později i mistra Eckharta, Taulera, sv. Jana od Kříže a školu karmelitánskou.

## Obdobíevangelizace
Smysl pro pokání v 7. století byl obdobím evangelizace. Četní biskupové zakládali kláštery. A v té době podle vzoru Kolumbána (543–615) přinesli irští mniši na kontinent své „Penitenciály“ a hlásali pomíjivost světa.

### Irsko
V Irsku se rozšířila forma života, které ponechávala velký prostor zpovědi a soukromého pokání. Počínaje tímto mnišským pokáním si zpověď získalasvými sazebníky a svým přísným zpytováním svědomí půdu v životě křesťanů a učinila svědomí hříšníků citlivějším. To vedlo k usilovnějšímu vnějšímu umrtvování. Jednou z jeho nejznámějších forem je věčné putování. Také knihy inspirované Řehořem Velikým věřícím pomáhali, aby žili jako dobrovolní kajícníci proniknutí pocitem hříchu a strachem ze soudu. Zkroušenost je tedy jedním z nejrozšířenějších duchovních citů.

### Hésychie
Na Východě byl výrazným představitelem Jan Klimak, který byl poustevníkem a cestoval do Egypta. Dříve, než se stal představeným mnichů na Sinaji, uspořádal poučky o mnišství do třiceti „příruček“ duchovního žebříčku, která sahá od rozchodu se světem až k získání základních ctností a k boji proti vášním, od praktického života ke kontemplaci ve spojení s Bohem v hésychii. Hésychie je klid pozůstávající z vnějšího a vnitřního ztišení. Toto téma bude rozvíjet hnutí hésychastů v kontroverzi s Palamasem a v ruské mnišské obnově.

## Duchovní život za karolínské doby
Nástup Karla Velikého (742–814) měl vliv na spiritualitu jeho říše. V době, kdy byla oblast časná a duchovní spojena, nutně vedla autorita křesťanského vladaře, který svolával synody, vydával zákony, podporoval teologickou tvorbu a organizoval školství, k obnově, kterou nazýváme karolínskou renesancí. Zákonodárství Karla Velikého je prosyceno duchem evangelia (podobně jako zákonodárství Konstantinovo). Významným laikům jsou adresována pojednání o spiritualitě, která jim připomínají jejich moc, odpovědnost, povinnosti a ctnosti, které mají pěstovat. Radí jim, aby četli Písmo a pomáhali chudým. Mezi duchovenstvem vznikl zájem o sdružování a oživení duchovního života. Chrodegangovi, biskupovi z Metz, to umožnilo, aby dal kanovníkům statut, podle kterého by mohli svou pastorací sloužit všem. Mezi mnichy byl znát výlučně vliv benediktýnské řehole, která se začala komendovat,[zdroj?] kdežto Benedikt z Aniane (asi 750–821) ji převzal, obnovil mnišský řád a přidal jiné modlitby k liturgickému oficiu. Bez valného zájmu té doby zůstala myšlenka Jana Scotta Eriugena (816–877), který zavedl do západního myšlení (Pseudo) Dionýsiův platonismus a apofatismus.

## Temná staletí
Reformní snaha za úpadku v 10. a 11. století probíhala v době, která je nazývána jako železný věk, jako temná staletí. Církve, včetně Říma, byla v rukou laiků. A jejich pohnutky a snahy nebyly vždycky duchovní. Ambice velmožů, simonie, nezdrženlivost a nevědomost duchovenstva podporovaly všeobecný úpadek.
Petr Damiani (1007–1072) byl prorokem samoty a kritizuje a soudil zlořády, které se usadily v církvi. Předkládal feudálním pánům ideál věrnosti a loajality, aby dali své síly do služeb a obrany bezbranných a slabých. Instituce Božího příměří, která omezuje krvavé soupeření, ale úplně ho nepotlačuje, pomohl křesťanským rytířům vrátit křesťanskou duši.
Laici dostávali do rukou knihy, aby zůstali ve styku s Písmem. V liturgii se množily sekvence a tropy o Boží velebnosti a o Kristových tajemstvích, vznikaly modlitby k svaté Panně a roste počet mariánských svátků. Opati mimořádně napomáhali snahám mnichům v Cluny a v Gorzii.[zdroj?] Jejich sdružené konventy se proměňovaly v kongregace, které vytvářely síť opatství podléhající téže observanci.
Romuald (952–1027) a kamaldulští mniši znovu proslavili poustevnictví jako reakci na blahobyt karolínské doby. Prchal před světem a pěstoval skutečnou chudobu, ze strohosti si dělal pravidlo života a z křesťanského putování – vyhnanství.

## Putování, křižácké hnutí a mystika 12. století
Putování je termín pro výraz duchovního života, realizovaném v cestování v chudobě, aby bylo možné lépe nalézt Boha, duchovně se obnovit tělesným pokáním, jaké s sebou pouť nese. Poutník vede po celou dobu život modlitby, a někdy k ní přidává dobrovolné kajícnosti. Střediskům, která mu poskytují nocleh, dává příležitost k dobročinnosti a k pohostinnosti. Chce vidět Jeruzalém, žít tam a zemřít. Všechno, co bylo spojeno s Kristem ho uchvacuje a přitahuje, i ostatky, kterými ho Východ neúnavně zahrnuje. Kolem druhé poloviny 12. století dostalo putování podobu křižáckého hnutí.

### Křižácké hnutí
Křížové výpravy měly zpočátku duchovní povahu, ale zvolna se laicizovaly. Jeho mystická hlediska byla u rytířů podrývána dychtivosti po územních ziscích nebo přeběhnutím k „nevěřícím“. Mezi prostšími lidmi měl duchovní cíl mileniaristické zabarvení a ostře se rýsoval rozpor mezi chudými a mocnými. Docházelo i k tomu, že křižáci páchali násilí na židech nebo na východních křesťanech.

#### Vznik vojenských a dalších řádů
Jedním z plodů křižáckých výprav byl vznik vojenských řádů. Nejprve třetích řádů, a potom řádů řeholních. Řehole templářů je příkladem tohoto povolání. Obnovil ho nemocniční Řád sv. Jana, na jiných místech Němečtí rytíři a španělské vojenské řády v Calatrava, Alcántara a Avis. Jiní řeholníci se věnovali vykupování vězňů, jiní ošetřovali malomocné a poskytovali pohostinství poutníkům. Vznikala také Bratrstva stavitelů mostů a zedníků. Norbert z Xantenu (1080–1134) založil premonstrátský řád, který uvádí požadavky mnišského života do souladu s pastoračními úkoly. S Brunonem a s kartouzou (1084) byla zavedena forma života, která pěstovala absolutní poustevnictví. V samotě se rozvíjela prostota tiché kontemplace, čistota srdce a duchovní panenství. V benediktýnském řádu osobní syntéza opata Jana de Fécamp (ve stylu Vyznání od sv. Augustina), který žasne nad vnitřní proměnou otevřela cestu afektivní spekulaci sv. Anselma. Novým řádem byli cisteriáci, pro které pracoval Bernard z Clairvaux. Bernard z Clairvaux (1090–1153) byl kontemplativní myslitel, jehož učení vyjadřuje vnitřní zkušenost, vzal za svůj plán Roberta de Molesmes a vtiskl cisterciákům zvláštní spiritualitu, kterou chtěl docílit, aby se tělesná stránka člověka změnila pomocí pokory, aby duše postoupila od lásky služebné a nájemnické k lásce dětinné a k lásce snoubenecké, jež bude už pevná a dokonalá. Bernard měl obrovský vliv ve vlastním řádu i v jiných duchovních proudech. Cisterciáčtí mniši pokračovali ve výkladu Písně písní, který Bernard ponechal nedokončený. Nejvíc se mu přiblížil Vilém ze Saint Thiery († 1148), benediktýnský opat s cisterciáckou duší, v němž se sbíhaly směry pocházející od sv. Augustina a Origéna a podle něho je láska sám rozum. U všech cisterciáků nacházíme touhu po životě ve spojení s Kristem;  citová stránka tohoto života je podněcována teologií.

### Spiritualita školy kanovníků
Spekulativnější a předscholastická je spiritualita školy kanovníků sv. Viktora Pařížského, blízká jednomu z hlavních středisek, která se v té době rozvíjejí v Evropě. Hugo (1096–1141), muž encyklopedických zájmů, se věnuje úvahám o svátostech, o znameních vepsaných v přirozenosti a v milosti. Skot Richard († 1173) uspořádává stupně kontemplace a spojuje je se stupni horoucí lásky. Jeho bádání o Nejsvětější trojici, čistě rozumové, je rozbor lásky k Bohu podepřený kontemplativní touhou. Jiní viktoríni, jako například Arcadus a jeho kázání, Adam a jeho liturgické sekvence, později Tomáš Gallus a jeho mystická teologie zděděná od Pseudodionýsia, dává svou spekulaci do služeb duchovního života.

## Náboženský kvas ve 12. století
Již řeholní reformy 10.–11. stol. požadovaly návrat k apoštolské chudobě prvotní církve. Vita apostolicam byla těsně spojena s ideálem vést podle vzoru Krista a jeho apoštolů život chudého potulného kazatele. Pod dojmem křížových výprav se touha po takovém životě rozrostla přímo v lidové hnutí, které se zmocnilo Západu. Lidé se zajímali o evangelium. Řeholníci a klerikové se věnovali četbě Písma, ale i prostí laici se sdružovali v malé kroužky a dávali si předčítat a vykládat bibli. Lidé přicházeli odevšad, aby slyšeli slavné kazatele.

### Stoupenci reformy
Tachelm byl horlivý stoupencem reformy, který se postavil proti jakémukoli majetku kleriků a káral bohatství duchovenstva. Skončil tím, že spiritualisticky potíral hierarchii a svátostnou církev, zavrhoval také eucharistii. V roce 1115 jej lid ubil, ale jeho bludy působily dále. Proti jeho bludům kázal v roce 1124 Norbert z Antverp. Dalším radikálním kazatelem by i italský kazatel Arnold z Brescie, který požadoval chudou církev a silně kritizoval papežství. Když se dal zavléci do politických pletich města Říma, ocitl se v soukolí římské politiky a v roce 1155 ho dal císař Fridrich Barbarossa popravit. Jeho stoupenci, „arnoldisté“ přešli později k valdenským a katarům.

#### Valdenští
Valdenští dovozovali svůj původ od bohatého lyonského kupce Petra Valdese. Kolem roku 1173/1176 objevil při četbě Matoušova evangelia (10,5 n) ideál chudoby, a tak rozdal svůj majetek a oddal se apoštolátu přísné chudoby a hlásání pokání. Jeho stoupenci „Kristovi chudí“, nebo také „Lyonští chudí“ veřejně kázali a tvrdě kritizovali aktuální poměry. Lyonský biskup jim kázání zakázal s tím, že jako laici nejsou kvalifikovaní mluvit o otázkách víry. Valdes se obrátil na papeže Alexandra II., který mu povolil kázat pouze pokání, pokud se zdrží jakéhokoliv jiného hlásání víry. Poté, co mu však biskup po druhé zakázal kázat pro nedodržení podmínky, obrátil se znovu do Říma a v roce 1184 mu papež nejen zakázal kazatelskou činnost, ale také celé hnutí. Valdes se postavil na odpor, ale papež ho exkomunikoval. Hnutí bylo zatlačeno do podzemí, zradikalizovalo se a vstřebalo do sebe bludné nauky. V roce 1217 Valdes zemřel a zbytky jeho hnutí a i název přešly na italské protestanty.

#### Kataři
Zatímco všechny výše charakterizované skupiny měly křesťanský základ, hnutí katarů bylo nekřesťanské, manichejskodualistické. V 9. století byli přesídleni z Byzance na Balkán arménští paulikiáni a přinesli s sebou staré gnostické představy. V 1. pol. 10. století je shrnul do soustavy kněz Bogomil, v Makedonii hlásal ideál čistoty (od toho pojem katharoi – kataři – kacíři). Tyto ideje se rozšířily prostřednictvím kočovných obchodníků a vracejících se křižáků po Německu, do Anglie, Francie a Itálie. Roku 1167 se konal v Toulouse Velký katarský koncil, na kterém kromě jiného prohlásili svátosti za dílo ďáblovo a obrátili se i proti státu a císaři. Rozšířili se zejména v jižní Francii v oblasti města Albi (odtud jejich název albigenští, sblížili se s barony a chystali se k boji proti francouzskému království. V roce 1209 vyhlásil papež Inocenc III. křížovou výpravu proti nim a dvacet let trvalo vraždění, které si vyžádalo mnoho obětí.

#### Inkvizice
Za Inocence III. se inkviziční řízení změnilo v církevní procesní právo, které zavazovalo vrchnost v některých případech a z moci svého úřadu zakročovat proti provinilcům a hříšníkům. Nesměla čekat, až bude někdo obžalován (obžalovací proces), ale musela jej z vlastního podnětu (ex officio – oficiální princip) vypátrat a přivést k soudu. V roce 1224 vydali Řehoř IV. a císař Fridrich II. zákon proti kacířům pro Lombardii a v roce 1253 Inocenc IV. zplnomocnil inkvizitory k použití útrpného práva.

## Apoštolský život ve 13. století
Touha žít podle evangelia byla sice dobrá, ale bylo zapotřebí se shodnout s církví. Byla nutná chudoba, co nejpodobnější chudobě Kristově, bratrská jednoduchost vzhledem k věcem a lidem živená láskou ke Kristu, pochopení ze strany církevních struktur. Toto uskuteční František z Assisi (1182–1226). Jeho život byl syntézou mezi oddaností ukřižovanému Kristu a službou v institucionální církvi. Z toho ohniska bude čerpat řada františkánských mystiků. Jiní, méně zdatní v prožívání této syntézy bude přehánět mysticismus tak dalece, že mu dají podobnost sekty. Svým způsobem odlišný je řád založený sv. Dominikem (1170–1221), u kterého rozhodlo setkání s katary. Karmelitáni, jejichž řeholi složil Albert Jeruzalémský, budou uctívat sv. Pannu a budou šířit její škapulíř. Jsou následovníky proroka Eliáše a jejich nejlepším údělem je kontemplace v samotě, Jiné řády, jako servité, celestýni, mercedáři, poustevníci od sv. Augustína jsou důkazem rozmachu řeholního stavu. Pro laiky vzniká vzdělávací a praktická literatura.

### Jinověrecké skupiny
Termíny „bekyně“ a „bekhardi“ označuje muže (boni viro) a ženy (mullieres religiosae), kteří náleželi k laickému duchovnímu hnutí, napodobujícímu řeholní život. Termín „beghine“ se užíval nejprve v Brabantsku, kolem Liege a v Porýní. J. van Mierlo dokládá, že výraz vznikl zkomolením slova Albigenses (Albigenští), podle jiných autorů výraz pochází z anglosaského beggen (prosit, žebrat). Ale je možný výklad, že se jedná o starofrancouzský výraz pro osobu, nosící hrubý šat kacířů (např. katarů).
Hnutí, které se rozvinulo ve 12. a 13. století, má své paralely ve Francii (papelardes), Itálii (pinzocchere) či Španělsku (beate). Vznik hnutí bekyň je dán historicky a to v souvislosti s gregoriánskou reformou, ve 12. století, kdy zasvěcené ženy neměly mnoho příležitostí se věnovat řeholnímu životu. Chtěly dát příklad svým křesťanským životem, ale nechtěly tvořit klášter. Jakub z Vitry († 1240) velký ochránce bekyň v Belgii, získal od papeže Honoria III. ústní schválení a hnutí se začalo šířit ve Francii a Holandsku i v Porýní. Právní postavení bekyň se zhoršilo po odsouzení bulou Ad nostrum (6. května 1312) Viennského koncilu. O mystice bekyň se hovoří v souvislosti s velkými postavami mystiky 13. století, které zanechaly texty začleněné do mystické literatury.

## Rýnská spekulativní mystika adevotiomoderna ve 14. a 15. století
V průběhu 14. a 15. století pozorujeme přesunutí duchovních středisek. Usazují se v zejména v germánských oblastech. Zakládají se nové řeholní společnosti: celité, olivetáni, jezuaté, jeronýmité, třetí řády, bratři společného života, řeholní kanovníci ve Windesheimu, kteří budou mít velký vliv na moderní spiritualitu. Dále pokračuje misionářský elán dominikánů, františkánů, šíří se kláštery, a to hlavně v germánských oblastech. Zjevení a spisy velkých mnišek, jako Machtildy z Magdeburku a Gertrudy z Helfty a Mechtildy z Hackerbornu přispívají k šíření dobových snah. Výskyt těchto ženských duchovních osobností je novým zjevem v duchovním životě, odlišným od toho, čím byla Kateřina Sienská (1347–1380). Duchovní plodnost Německa se upevňuje dílem velkých spekulativních dominikánů, jako byl mistr Eckhart († 1328), Tauler († 1361), Jindřich Susso († 1366). Ti tlumočí zásadní přesvědčení, že pokud se má dospět ke kontemplaci, je nezbytné se všeho zbavit. Do této linie patří i Ruysbroeck (1283–1381), kněz a poustevník a převod augustiánské kumunity[kdo?] v Groenendaelu.

### Hnutí „devotio moderna“
Hnutí devotio moderna (moderní zbožnost) pochází od Gerarda Groote, podporované Florencem Radewijnsem. Institucionální formy mu dali Bratři společného života a řeholní kanovníci z Windesheimu, kteří si zachovávali odstup od řeholního života. Hnutí je tvořeno skupinkami, které chtějí žít život chudoby a vnitřní modlitby, živený z bezpečných pramenů tradice a proto sbírají její texty. Vážnost jeho členů vylučuje vše, co přesahuje obyčejný křesťanský život. Neprojevují zájem o mystiku, duší liturgického života je snaha o niternost. Gerard ze Zutphenu, Gerlac Peters, Tomáš Kempenský, Jan Monbaer propagují praktickou spiritualitu, afektivní a zbožnou, přemítají o marnosti lidských věcí, o Božích soudech. Následování Krista je jedním z nejvýraznějších děl tohoto hnutí, ale není jediné. Moderní zbožnost, utopená v reformaci a opomíjená v humanismu přejde k Ignácovi z Loyoly. Svým hledáním příliš intimní zbožnosti posílila rozchod mezi teologií a spiritualismem, který již nastával. A to přimělo světské učitele, zejména ve Francii – Petra d'Ailly, Jana Gersona, E. Ciboule – aby dali vážné teologické základy spisům o kontemplaci. Také Mikuláš Kusánský odmítne rozluku mezi teologií a spiritualitou a přikloní se k afektivní kontemplaci a k „učené nevědomosti“.

## Humanismus a lidová zbožnost
Humanismus je mnohovýznamová záležitost, která sahá od obdivu k pohanské antice až ke snahám přenášet její ctnosti do křesťanství a ústí do návratu ke kritickým biblickým a patristickým pramenům. Erasmus Rotterdamský (1467–1536) se domnívá, že vědecky podložené Písmo stačí k oživení křesťanské zbožnosti. Plodem této „učenné zbožnosti“, která se nezatěžuje dogmaty, je „Kristova filozofie“. Lefébre d'Etaples pokračuje v linii Otců, které vydává, a chce vnitřní čisté kristocentrické náboženství. Tato spiritualita elity ponechává věřící jejich prostoduchým útržkovitým a pověrečným přesvědčením ve světě, který je křesťanský jen podle jména.

### Rozklad Západu
Institucionální církev je pod kritikou lollardů a Viklefa (1320–1384) v Anglii, kteří proti ní kladou ideál chudých kněží. Nelze opomenout i učení mistra Jana Husa (1369–1415), které vyústí do českobratrského hnutí. Až Tridentský koncil se pokusí odstranit všechny problémy té doby. Přinesl reformu episkopátu a rozvoj biskupské spirituality.

## Španělsko v 16. století
Nejznámějšími mystiky 16. století jsou: Ignác z Loyoly (1491–1556),který zaznamená svou zkušenost konvertity v díle „Duchovní cvičení“, zakladatel Tovaryšstva Ježíšova a tvůrce Stanov Tovaryšstva Ježíšova, schválených v roce 1540 soustřeďují život apoštolských řeholníků kolem „poslání“, Terezie z Avily (1515–1582), reformátorka Karmelu, žena modlitby a činu (v modlitbě spatřuje cestu, jak dospět k dokonalé lásce), Jan od Kříže (1542–1591) začíná psát, když Terezie z Avily končí, o podstatné otázce hledání Boha cestou niternosti, očišťování dynamismu, který táhne k Bohu duši, jež ví, že je stvořena pro něho „nocí“ – aktivní a pasivní očišťování od všeho co je „vnějším člověkem“ – dlouhý výstup, který dospívá ke kontemplativnímu sjednocení. Vliv Jana od Kříže, s kterým kontrastovalo anti-mystické hnutí ještě za jeho života, a který byl zastírán v dalších třech staletích, je znovu objeven ve 20. století. Nadále se prosazuje učení Karmelitánské školy a u všech, kdo touží po radikalismu a hledají transcendentního Boha, který je láska. Duchovní proud ve Španělsku se pak zpomaluje, a to vlivem výstřelků osvícených alumbrados, kteří vystupovali proti církvi a svátostem. Inkvizice zakročovala a tím brzdila vzlet. Ale to nemohlo zabránit tomu, aby se neukázal hluboký význam vnitřní modlitby a jejích vyšších forem, nezdůraznil se personalismus spirituality a životnost křesťanské spirituality.

## Francie v 17. století
Vlivnou osobností tohoto času byl František Saleský (1567–1622) napsal Pojednání o lásce k Bohu a to rozšířilo perspektivy Úvodu do zbožného života, rozmnožilo teologické analýzy a psychologické poznámky. Realistický optimismus tohoto zbožného humanismu, který odkazuje člověka jako Boží obraz na Boha samotného, pomáhá k vedení uvědomělého duchovního života. Založením řádu Navštívení, který se má věnovat bližnímu, se biskup z Annecy pokouší o formu řeholního života, v němž vnitřní požadavky nahrazují umrtvování, jež byla pravidlem v ženských řeholních řádech. Postaví své řeholnice na úroveň existujícím mnišským formám. Taktéž se stane voršilkám, které založila v Itálii sv. Angela Mericiová (1474–1540). Ale svou věc neprohrají sv. Vincenc z Paula († 1660) a jeho Dcery křesťanské lásky.

### Reformní hnutí Port – Royal a jansenismus
Port Royal bylo mocné reformní hnutí, které žádalo návrat k prvotní církvi. Angažovalo se v teologicko – politických diskusích, které vyvolal spis Augustinus biskupa Jansenia (1565–1638). Toto národní náboženské probuzení, jehož strohá zbožnost spočívá ve smyslu pro Boží velikost, pro mravní přísnost a také v hodně pesimistickém pojetí lidské přirozenosti, bude podstupovat různé vlivy, takže vybočí do tvrdošíjného sektářství a toho pak budou využívat galikánští právníci. Jeho svůdná nesmlouvavost vůči světu, sympatie pro obyčejné cesty bez přílišného zdůrazňování mystických stavů mu získalo mnoho zastánců téměř ve všech prostředích. Na jansenismus byla uvalena mnohá odsouzení, ale ta spíše přispějí k jeho proslavení než k jeho zániku. Vážné úsilí a jeho vůle k autentičnosti jsou pokládány za prvky jeho úspěchu a vlivu, který potrvá ve Francii a Itálii tři staletí. Tento úspěch zapříčinil upuštění od svátostné praxe a ochabnutím smyslu pro církev a její tradici.

## Anti-mystická reakce a tradiční zbožnost v 18. století – kvietismus
Mystikové nadále jdou cestami sebezmaření, odevzdanosti do vůle Boží a učenlivosti k Duchu svatému, ve Španělsku se vydává mnoho spisů a vedou se debaty o kontemplaci získané a vlité, rýsuje se opozice proti mystice. V tomto ovzduší vyvstává otázka kvietismu. Jde o duchovní postoj, kterému se připisují prastaré příčiny a předchozí okolnosti a který je především návratem k extrémním stanoviskům. Teze o přístupu k mystickým stavům bez předchozí askeze, modlitba klidu, při níž člověk prožívá nezištnou lásku k Bohu, že se ani trochu nestará o svou blaženost, představa, že může žít někdo ve stavu lásky, tvrzení, že zbožná cvičení jsou zbytečná a že je zbytečné utíkat ke Kristovu lidství, absolutizování svědomí, které je přímo spojené s Bohem, patří mezi teze Miguelovi Molinosovi (1628–1669). I když se k nim hlásily různé osoby, netvořily syntézu. Zakládají se na sporné teologii a antropologii. Budou neobratně propagovány a také špatně vykládány a budou předmětem kontroverze o čisté lásce, kterou budou odporovat Bossuet (1627–1704) a Fénélon (1651–1715).

## Duchovní život v 19. a počátku 20. století
Jedním z nejvýraznějších rysů 19. století je vystoupení sociálního křesťanství, které se zabývá postavením dělníků, v jiném případě zase postavením chudých. Ve 20. století zase apoštolátem tisku a všeobecně sdělovacích prostředků (Alberione). V jiných případech zas má formu Katolické akce, odhodlané pracovat v rodině a v rozličných životních prostředí.
Stoletím devatenáctým procházejí krize a války, ale také burcují spiritualitu křesťanů. Křesťanská spiritualita je zaměřena na své znovuvybudování nebo na své odůvodňování v obranném duchu. Její tvůrčí spontánnost si přisvojuje metody ani institucionální formy – žije v rámci farností a zbožných společenství. Je více moralizující a více citová, než nauková. Uchovává si odstup od světa, jehož negativní hodnoty chápe jako opak svých zásad.

### Knihy, slovníky, příručky
- Fiorre, F., Goffi, T. Slovník spirituality. Kapitola: Dějiny spirituality. Str. 163–168. 1. vyd. Kostelní Vydří: Karmelitánské nakladatelství, 1999. 1294 s. ISBN 80-7192-338-9
- Fiorre, F., Goffi, T. Slovník spirituality. Kapitola: Spiritualita. Str. 904–912. 1. vyd. Kostelní Vydří: Karmelitánské nakladatelství, 1999. 1294 s. ISBN 80-7192-338-9
- Fiore, F., Goffi, T. Slovník spirituality. Spiritualita soudobá. Str. 912–931. Kostelní Vydří: Karmelitánské nakladatelství, 1999. 1294 s. ISBN 80-7192-338-9
- Fiore, F., Goffi, T. Slovník spirituality. Kapitola: Askeze. Str. 40–53. Kostelní Vydří: Karmelitánské nakladatelství, 1999. 1294 s. ISBN 80-7192-338-9
- Fiore, F., Goffi, T. Slovník spirituality. Kapitola Celibát a panenství. Str. 79–92. Kostelní Vydří: Karmelitánské nakladatelství, 1999. 1294 s. ISBN 80-7192-338-9
- Borriello, L. et al. (eds). Slovník křesťanských mystiků. Vybraná hesla z ital, přel. Ctirad, Václav Pospíšil, str. 9–53 Vojtěch Kohut OCD., Úvod do křesťanské mystiky, s. 9–51. 765 s. Kostelní Vydří: Karmelitánské nakladatelství, 2012. 767 s. ISBN 978-80-7195-198-8
- Špidlík,T., Spiritualita křesťanského Východu. Mnišství. Z franc, přel. J. Valíček OFMCap. 1. vyd. Velehrad: Refugium – Velehrad, 2004. 396 s. ISBN 80-8671-516-7
- Ryšková, M., Doba Ježíše Nazaretského. Historicko – teologický úvod do Nového zákona. Str. 176, 258–324. 1. vydání, Universita Karlova: Nakladatelství Karolinum, 2010. 479 s. ISBN 978-80-246-1465-6
- Franzen, A., Malé církevní dějiny. str. 14, 76, 94, 118, 153, 148, 152. Z něm. přel. Bedřich Smékal. 2. vyd. ZVON: České katolické nakladatelství, Praha, 1992. 334 s. ISBN 80-7113-008-7

### Internetové zdroje
- Monasticismus. cit. 2013-12-31. Dostupné z: https://web.archive.org/web/20140101162723/http://oce.catholic.com/index.php?title=Monasticism
- Hagiografie. cit. 2013-12-31. Dostupné z: https://web.archive.org/web/20140108051557/http://oce.catholic.com/index.php?title=Curricula:_Hagiography